# 2019-es alpesisí-világbajnokság
A 45. alpesisí-világbajnokságot a svédországi Åre-ban rendezték 2019. február 4. és 17. között.

## Eredmények
Összesen 11 versenyszámot rendeztek. A feltüntetett időpontok helyi idő szerint értendőek.

### Férfiak
| Versenyszám                                | Arany                             | Arany   | Ezüst                                                        | Ezüst   | Bronz                             | Bronz   |
| ------------------------------------------ | --------------------------------- | ------- | ------------------------------------------------------------ | ------- | --------------------------------- | ------- |
| Lesiklás február 9., 12:30                 | Kjetil Jansrud · Norvégia         | 1:19.98 | Aksel Lund Svindal · Norvégia                                | 1:20.00 | Vincent Kriechmayr · Ausztria     | 1:20.31 |
| Műlesiklás február 17., 11:00, 14:30       | Marcel Hirscher · Ausztria        | 2:05.86 | Michael Matt · Ausztria                                      | 2:06.51 | Marco Schwarz · Ausztria          | 2:06.62 |
| Óriás-műlesiklás február 15., 14:15, 17:45 | Henrik Kristoffersen · Norvégia   | 2:20.24 | Marcel Hirscher · Ausztria                                   | 2:20.44 | Alexis Pinturault · Franciaország | 2:20.66 |
| Szuperóriás-műlesiklás február 6., 12:30   | Dominik Paris · Olaszország       | 1:24.20 | Johan Clarey · Franciaország · Vincent Kriechmayr · Ausztria | 1:24.29 |                                   |         |
| Kombináció február 11., 11:00, 16:00       | Alexis Pinturault · Franciaország | 1:47.71 | Štefan Hadalin · Szlovénia                                   | 1:47.95 | Marco Schwarz · Ausztria          | 1:48.17 |

### Nők
| Versenyszám                                | Arany                    | Arany   | Ezüst                             | Ezüst   | Bronz                         | Bronz   |
| ------------------------------------------ | ------------------------ | ------- | --------------------------------- | ------- | ----------------------------- | ------- |
| Lesiklás február 10., 12:30                | Ilka Štuhec · Szlovénia  | 1:01.74 | Corinne Suter · Svájc             | 1:01.97 | Lindsey Vonn · USA            | 1:02.23 |
| Műlesiklás február 16., 11:00, 14:30       | Mikaela Shiffrin · USA   | 1:57.05 | Anna Swenn-Larsson · Svédország   | 1:57.63 | Petra Vlhová · Szlovákia      | 1:58.08 |
| Óriás-műlesiklás február 14., 14:15, 17:45 | Petra Vlhová · Szlovákia | 2:01.97 | Viktoria Rebensburg · Németország | 2:02.11 | Mikaela Shiffrin · USA        | 2:02.35 |
| Szuperóriás-műlesiklás február 5., 12:30   | Mikaela Shiffrin · USA   | 1:04.89 | Sofia Goggia · Olaszország        | 1:04.91 | Corinne Suter · Svájc         | 1:04.94 |
| Kombináció február 8., 11:00, 16:15        | Wendy Holdener · Svájc   | 2:02.13 | Petra Vlhová · Szlovákia          | 2:02.16 | Ragnhild Mowinckel · Norvégia | 2:02.58 |

### Vegyes
| Versenyszám                       | Arany | Arany | Ezüst | Ezüst | Bronz | Bronz |
| --------------------------------- | --- | --- | --- | --- | --- | --- |
| Csapat verseny február 12., 16:00 | Svájc · Aline Danioth · Andrea Ellenberger · Wendy Holdener · Sandro Simonet · Daniel Yule · Ramon Zenhäusern | Svájc · Aline Danioth · Andrea Ellenberger · Wendy Holdener · Sandro Simonet · Daniel Yule · Ramon Zenhäusern | Ausztria · Franziska Gritsch · Christian Hirschbühl · Katharina Liensberger · Michael Matt · Marco Schwarz · Katharina Truppe | Ausztria · Franziska Gritsch · Christian Hirschbühl · Katharina Liensberger · Michael Matt · Marco Schwarz · Katharina Truppe | Olaszország · Marta Bassino · Irene Curtoni · Lara Della Mea · Simon Maurberger · Riccardo Tonetti · Alex Vinatzer | Olaszország · Marta Bassino · Irene Curtoni · Lara Della Mea · Simon Maurberger · Riccardo Tonetti · Alex Vinatzer |

## Éremtáblázat
| Helyezés | Ország        | Arany | Ezüst | Bronz | Összesen |
| -------- | ------------- | ----- | ----- | ----- | -------- |
| 1.       | Norvégia      | 2     | 1     | 1     | 4        |
| 1.       | Svájc         | 2     | 1     | 1     | 4        |
| 3.       | USA           | 2     | 0     | 2     | 4        |
| 4.       | Ausztria      | 1     | 4     | 3     | 8        |
| 5.       | Franciaország | 1     | 1     | 1     | 3        |
| 5.       | Olaszország   | 1     | 1     | 1     | 3        |
| 5.       | Szlovákia     | 1     | 1     | 1     | 3        |
| 8.       | Szlovénia     | 1     | 1     | 0     | 2        |
| 9.       | Németország   | 0     | 1     | 0     | 1        |
| 9.       | Svédország    | 0     | 1     | 0     | 1        |
| Összesen | Összesen      | 11    | 12    | 11    | 33       |